# Radio Veronica (2003-heden)
Radio Veronica is een Nederlandse commerciële radiozender van Mediahuis, die voornamelijk pop- en rockmuziek van de jaren 70, 80, 90 uit de 20e eeuw en later draait.
Het station is in zijn huidige vorm ontstaan op 31 augustus 2003 door een samenvoeging van de kabelzender Radio Veronica van de Vereniging Veronica en Radio 103 De Gouwe Ouwe Zender van Sky Radio. In ruil hiervoor kreeg de Vereniging Veronica 3,5% van de aandelen van de Sky Radio Ltd. in handen. In 2006 werd dit belang uitgebouwd tot 10%, nadat de Telegraaf Media Groep N.V. samen met ING de Sky Radio Group overnam en deze in Sienna Holding BV (handelend onder de naam Sky Radio Groep) onderbracht. In 2007 verkreeg de Telegraaf Media Groep 85% van het bedrijf in handen en daarmee de beheersing over het bedrijf.
Op 1 oktober 2016 fuseerde de Sky Radio Group met de 538 Groep. Beide bedrijven gingen per 9 januari 2017 verder onder Talpa Radio van Talpa Network. Het Belgische Mediahuis maakte op 3 april 2023 bekend een principeakkoord bereikt te hebben voor de overname van Radio Veronica. De overname had te maken met de frequentieveiling die in de zomer van 2023 heeft plaatsgevonden. Talpa bezat vier FM-zenders en mocht er volgens de nieuwe regels maximaal drie hebben. Met ingang van 30 juni 2023 werd Radio Veronica officieel onderdeel van Mediahuis.
Sinds 1 januari 2024 is Robbert-Jan van de Velde zendermanager van Radio Veronica.

## Geschiedenis
Vanaf 2003 was Uunco Cerfontaine programmadirecteur van Radio Veronica. Begin 2013 werd hij vervangen door Niels Hoogland. Onder zijn leiding ging het station een nieuwe koers varen. Dit betekende onder andere het ontslag voor Erwin Peters, Bart van Leeuwen, Luc van Rooij en Dennis Hoebee. De koerswijziging zorgde echter niet voor een hoger marktaandeel. Tussen januari 2013 en oktober 2014 was het marktaandeel met twee procent gedaald. In het najaar van 2014 werd besloten om Jeroen van Inkel te vervangen voor Rob van Someren, terwijl programmadirecteur Hoogland plaats moest maken voor Erik de Zwart.
De Zwart presenteerde op 2 februari 2015 een nieuwe programmering. Hierin keerde oude items, zoals "De Stemband", "De plaat en zijn verhaal" en het Veronica FM-programma Rinkeldekinkel terug. De Zwart haalde ook Van Leeuwen en Hoebee terug.

### Fusie
Na de fusie tussen de Sky Radio Group en de 538 Groep veranderde de strategie van het radiomerk opnieuw. De Zwart, Van Leeuwen en Rick van Velthuysen moesten weg, terwijl Niek van der Bruggen, Dennis Ruyer en Jeroen Nieuwenhuize naar de zender werden gehaald. Daarnaast werd Cerfontaine opnieuw aangesteld als directeur van de zender. De nieuwe programmering werd aan het begin van 2017 ingevoerd, maar wijzigde in oktober van dat jaar alweer toen Giel Beelen De Veronica Ochtendshow op zich nam en Van der Bruggen de middagshow ging doen. Nieuwenhuize verdween uit het uitzendschema en vertrok naar zusterzender Radio 10. 
Na de overstap van de heren Genee, Derksen en Van der Gijp met hun programma Voetbal Inside van RTL 7 naar Veronica (TV) werd er op 7 januari 2019 ook een radiovariant gelanceerd van het populaire praatprogramma. Genee nam ook de presentatie van de radiovariant voor zijn rekening, die dezelfde naam als het televisieprogramma zou krijgen: Veronica Inside. Hij werd daarbij bijgestaan door de sidekicks Niels van Baarlen en Rick Romijn, terwijl Celine Huijsmans de nieuwslezeres zou worden. Van Baarlen werd op 27 maart 2020 ook aangesteld als Interim Radio Director. Derksen en Van der Gijp kregen geen rol in het programma.
Op 28 april 2020 kondigde Veronica aan dat een oud item terug zou keren op de radio, "De Veronica Snipperhit". In de zomer van 2020 werd bekend dat Beelen na drie jaar de radiozender zou verlaten. Later werd duidelijk dat Veronica Inside per 2 november van de middag naar de ochtend zou verhuizen om daar de vrijgekomen plek in te vullen. De Veronica Middagshow verving op haar beurt VI als middagprogramma van Radio Veronica. Dit programma werd aanvankelijk gepresenteerd door Dennis Ruyer en Celine Huijsmans, later sloot Henk Blok zich als nieuwslezer aan bij het programma. In februari 2021 werd Ruyer vervangen door Tim Klijn.
Ook in 2021 werden weer de nodige veranderingen doorgevoerd bij Veronica. Zo keerde Rob Stenders na 25 jaar terug op de zender, waar hij als Radio Director en dj aan de slag zou gaan. Hij bracht de nodige veranderingen aan in de programmering met onder andere programma's van Danny Vera, Ronald Giphart en Ed Struijlaart. Aan het einde van het jaar stopte het ochtendprogramma Veronica Inside. Hierdoor schoof Klijn door naar de ochtendshow en nam Marisa Heutink de middagshow over. Onder leiding van Stenders werd er een nieuwe schijf in het leven geroepen, Veronica's Oorkonde, waarmee artiesten werden gesteund die het laatste zetje verdienden.

### Overname Mediahuis Radio
Het Belgische mediabedrijf Mediahuis, in Nederland destijds als eigenaar van onder andere NRC en De Telegraaf, maakte op 3 april 2023 bekend een principeakkoord bereikt te hebben voor de overname van Radio Veronica van Talpa Network. Aanleiding voor de overname was de aanstaande frequentieveiling, waarbij een mediabedrijf nog maar drie FM-zenders mocht bezitten. Talpa Network had er tot de verkoop van Radio Veronica vier in handen. De gevolgen door de overname voor de programmering en het personeel waren bij de aankondiging nog niet geheel duidelijk. Later bleek dat de ochtendshow van Tim Klijn per 3 juni van datzelfde jaar ging verhuizen naar Radio 538.
Rick van Velthuysen, die overkwam van NPO Radio 2, nam het stokje over, maar werd na enkele weken vervangen door Frank van der Lende. Op 30 juni 2023 werd Radio Veronica officieel onderdeel van Mediahuis. In september van dat jaar werd bekend dat Rob Stenders zijn taken als zendermanager had neergelegd. Hij werd met ingang van 1 januari 2024 opgevolgd door Robbert-Jan van de Velde, die tevens zusterzender Sublime onder zijn hoede nam. In de tussentijd had Martijn Muijs de presentatie van de ochtendshow overgenomen en had Sander Lantinga de zender verlaten om bij JOE aan de slag te gaan. Lantinga's middagprogramma werd tijdelijk ingevuld door Marisa Heutink, die daarmee terugkeerde op dat tijdslot. In januari 2024 wist Mediahuis Gerard Ekdom, Wouter van der Goes en Frank van 't Hof los te weken bij Radio 10 en NPO Radio 2. Ekdom ging vanaf het najaar de ochtendshow presenteren, terwijl Van der Goes en Van 't Hof samen de middagshow voor hun rekening namen.

## Medewerkers

### Programmadirecteur
- Uunco Cerfontaine (2003–2013, 2017–2018)
- Niels Hoogland (2013–2014)
- Erik de Zwart (2014–2016)
- Florent Luyckx (2018–2020)
- Niels van Baarlen (2020–2021)[4]
- Rob Stenders (2021–2023)[20]
- Caroline Brouwer (2023, a.i.)
- Robbert-Jan van de Velde (2024–)

### Sidekicks
- Caroline Brouwer (2021–heden)[21]

### Zenderstemmen
- Kas van Iersel (2003–2008)
- Erik de Zwart (2008–2016)
- Tim Klijn (2017–2023)
- Marisa Heutink (2021–heden)
- Dennis Ruyer (2021–2022)[22]
- Marcel Jonker (2022–2024)
- Roel C. Verburg (2024–heden)

### Nieuwslezers
Het nieuws op Radio Veronica wordt verzorgd door het ANP. De nieuwsbulletins worden voorgelezen door eigen nieuwslezers, zoals tijdens de ochtend- en middagshow. Tijdens de avond en nacht en in het weekend zijn de lezers van het ANP te horen.
De huidige nieuwslezers van Radio Veronica zijn:
- Marcel Barendse (2021), invaller)
- Annemarie Brüning (2021–2022, invaller)
- Marijke Ketel (2024–heden, ochtendshow)[23]
- Siets Roskam (2021–heden, overdag)
- Joost van der Stel (2022–heden)
- Hannelore Zwitserlood (2022–heden, invaller)
- Esther Dijkstra (2024–heden, invaller)[24][25]

## Programmering

### Maandag t/m donderdag
Radio Veronica kent een horizontale programmering, zoals bij meerdere Nederlandse radiozenders gebruikelijk is. Op 30 mei 2024 maakte de zender haar nieuwe programmering bekend die op 3 juli 2024 in zou gaan. Echter zou het nieuwe ochtendprogramma pas op 2 september van dat jaar van start gaan. Tot die tijd nam Niek van der Bruggen de uren tussen 06:00 en 09:00 uur waar met het ochtendprogramma Ook Goeiemorgen. Vanaf 2 september 2024 presenteert de van Radio 10 overgekomen Gerard Ekdom Ekdom in de Morgen met Marijke Ketel als zijn vaste nieuwslezer. Eerder presenteerde onder andere Giel Beelen, Jeroen van Inkel, Wilfred Genee en Tim Klijn een ochtendprogramma op de zender. Met ingang van 2 december 2024 werd het ochtendprogramma met een uur verlengd tot 10:00 uur. Aansluitend aan het programma van Ekdom is Marisa Heutink van 10:00 tot 12:00 uur te horen met Goud van Oud.
Om 12:00 uur begint Sander Hoogendoorn met zijn twee uur durende lunchprogramma. Vervolgens neemt voormalig zenderbaas Rob Stenders plaats achter de microfoon voor zijn programma De Bonanza met Caroline Brouwer als vaste sidekick. Om 16:00 start het middagprogramma Wout & Frank met de van NPO Radio 2 overgekomen Wouter van der Goes en Frank van 't Hof. In het verleden waren onder andere Van der Bruggen, Klijn, Genee, Heutink en Dennis Ruyer te horen met een middagprogramma.
De avondprogrammering van Veronica start om 19:00 uur met Martijn Muijs die tot 21:00 uur op de zender te horen is. Op de late avond, van 21:00 tot 00:00 uur, is Frank van der Lende te horen met zijn programma Frank tot Laat. Gedurende maandag- tot en met donderdagnacht is het non-stop Oh wat een Nacht te horen tot het volgende ochtendprogramma.

### Vrijdag
Op vrijdag wijkt de programmering af van de andere doordeweekse dagen. Vanaf 14:00 is Stenders niet solo te horen, maar maakt hij een programma samen met Ekdom, Stenders & Ekdom van 14:00 tot 16:00 uur. Vervolgens staat net als maandag tot en met donderdag Wout & Frank in de programmering van 16:00 tot 19:00 uur, waarna Stenders opnieuw een programma presenteert. Van 19:00 tot 22:00 uur is hij te horen met PUP 40. Jannes Drop sluit de werkweek af met zijn eigen programma van 22:00 tot 00:00 uur.

### Weekend
De programmering van Veronica in het weekend begint op zaterdag en zondag om 07:00 uur, wanneer Ferry Oomen achter de knoppen kruipt voor een drie uur durend programma. Vervolgens is Maurice Verschuuren van 10:00 tot 13:00 uur te horen met Verschuuren's Goud van Oud. Aan het begin van de middag presenteert Rick van Velthuysen WeekendRick van 13:00 tot 16:00 uur. Van der Bruggen, die eerder een ochtend- en middagprogramma voor de zender maakte, presenteert op beide weekenddagen tussen 16:00 en 19:00 uur zijn eigen programma. In de twee uur die volgen is op zaterdag Arjan Snijders te horen met 70s & 80s Files, terwijl op zondag Van der Goes De Platenzaak presenteert in hetzelfde tijdvak. Thijs Meeuwsen sluit beide weekenddagen af met een programma van 21:00 tot 00:00 uur. 's Nachts is wederom Oh wat een Nacht te horen.

## Lijsten

### Huidige
- 80's & 90's Top 890
- Countdown Top 750
- Legends Top 250
- Streaming top 1500
- Top 1000 Allertijden
- Top V-1000

### Voormalige
- 00s Top 500
- 70s Top 270
- 80s Top 880
- 90s Top 590
- Album Top 1000 allertijden
- Album Top 750
- De Download Top 750
- Download Top 1000 allertijden
- Festival Top 500
- Top 40 Hitdossier
- RockHits Top 500
- Soulshow Top 100
- Top 500 van de 21ste eeuw

## Acties

### Biecht-ie of Liegt-ie?
Radiodj's van de zender vertellen iedere werkdag een verhaal dat waargebeurd óf verzonnen is. Het is aan de luisteraar om het juiste antwoord te geven. Bij ieder raad moment worden er twee luisteraars in de uitzendingen verwelkomd, waarvan de ene denkt dat het waargebeurd is en de andere denkt dat het verzonnen is. Degene met het juiste antwoord wint 200 euro.

### De Snipperhit
Dit geluidsspel wordt meerdere keren per jaar gespeeld op Radio Veronica. De Snipperhit is een van de oudste radiospellen van Nederland. Het draait om een ultra kort muziekfragment dat moet worden geraden door de luisteraar. De jackpot begint bij 150 euro en daar komt bij elk fout antwoord hetzelfde bedrag bij. Het spel wordt iedere werkdag tussen 07.00 en 18.00 uur gespeeld. Na het stoppen van de radiovariant van Veronica Inside in 2020 is de Snipperhit niet meer teruggekeerd.

### De Stemband
De Stemband is een radiospel bij Radio Veronica waarin de stemmen van bekende Nederlanders moeten worden geraden. Ieder uur maken de luisteraars kans op de jackpot met een hoofdprijs die kan oplopen tot 25.000 euro. Het spel werd een periode per jaar iedere werkdag tussen 07.00 en 18.00 uur gespeeld.

## Digitale zenders
Radio Veronica heeft naast haar hoofdzender nog twee zenders die met DAB+ te ontvangen zijn:
- Radio Veronica Goud van Oud
- Radio Veronica Non-stop

Daarnaast heeft het een aantal digitale non-stop themakanalen die via het internet te beluisteren zijn:
- Radio Veronica RockRadio
- Radio Veronica Top 1000 Allertijden

## Podcasts
Aan Radio Veronica zijn ook enkele podcasten verbonden. Deze zijn terug te luisteren op o.a. de Talpa muziekdienst Juke.
- Littekens. Iedereen heeft ze, littekens. Wilfred Genee bespreekt de zichtbare en onzichtbare littekens met bekende Nederlanders.
- Stenders Spraakvermaak. Rob Stenders nodigt een boeiende gast uit bij hem thuis voor een goed en eerlijk gesprek.
- De wereldbol van Martijn Kardol. Elke week neemt Martijn Kardol de week op geheel eigen wijze door in de Middagshow van Radio Veronica.
- De Veronica ochtendshow en Vera’s vintage Vibes. Gehele radioshow in een podcastvorm.
- Veronica Legends top 250. Is de gehele lijst terug te luisteren in podcastvorm.

## Pay-off
- 2003-2010: 80's & 90's hits
- 2010-2014: Alleen echte hits!
- 2014-2015: Niet stil te krijgen!
- 2015-2017: De hits van je leven
- 2017-2018: De beste pop en rock hits
- 2019-2024: We. Love. Music
- 2024-heden: Join The Club

## Beeldmerk

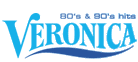
Van 31 augustus 2003 t/m 2005
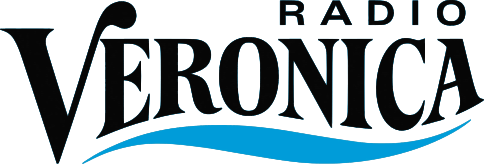
Van 2005 t/m 30 april 2010
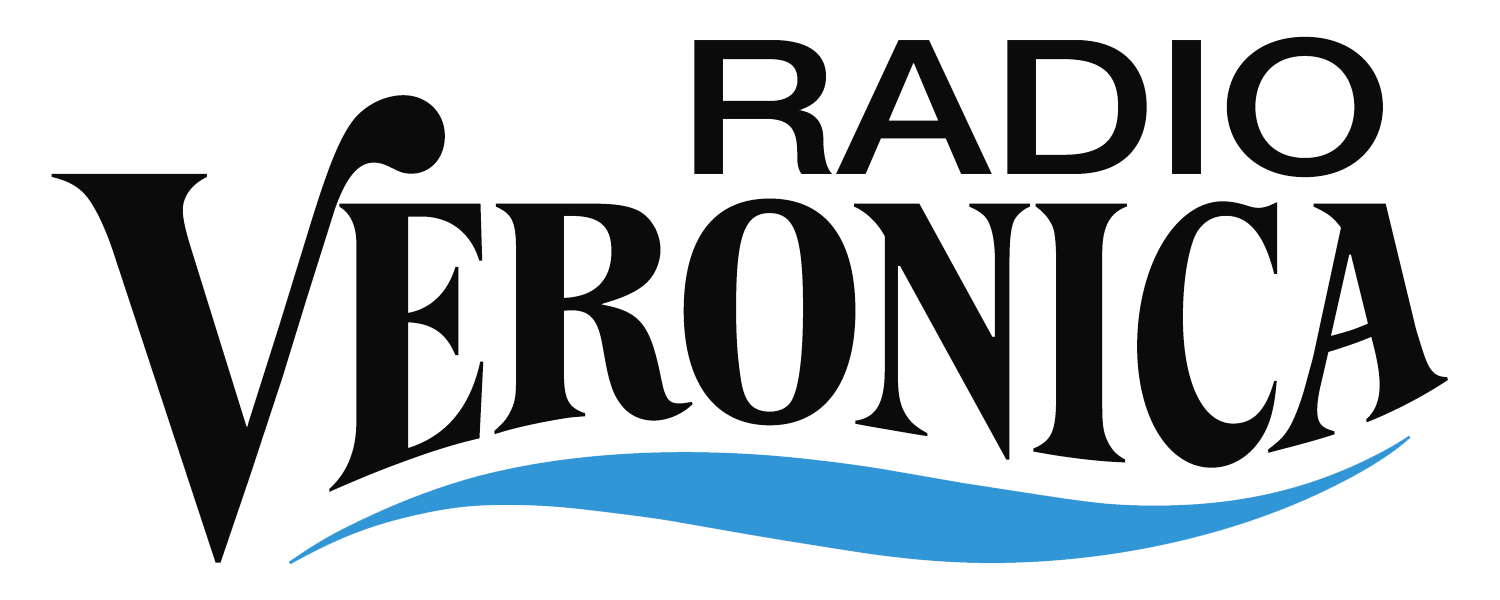
Van 1 mei 2010 t/m 18 november 2014
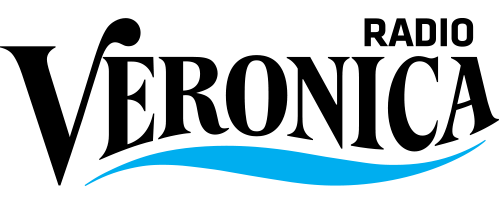
Sinds 19 november 2014

## Prijzen

### Marconi Award
In 2004 won Michiel Veenstra als werknemer van Radio Veronica de Marconi Award voor Aanstormend Talent. Verschillende oud-medewerkers ontvingen een Marconi Oeuvre Award, zoals Rob Stenders, Erik de Zwart en Jeroen van Inkel.

### Gouden RadioRing
In 2013 won Somertijd als eerste Radio Veronica programma een Gouden RadioRing voor beste programma. Ook een jaar later wist Veronica deze prijs in de wacht te slepen met het programma Rick in de Morgen. Dat jaar won Rob van Someren de Zilveren RadioSter. Pas in 2019 werd er weer een RadioRing gewonnen, ditmaal door Veronica Inside. Wilfred Genee was genomineerd voor een Zilveren RadioSter, maar verloor van Bram Krikke.

### Zilveren Reissmicrofoon
In 2025 won de Grandmix 1994 van Ben Liebrand, geproduceerd in 2024 en uitgezonden op dit Radio Veronica gedurende het laatste uur van dat jaar, de Zilveren Reissmicrofoon. Vanaf het begin als zeezender is dit de eerste keer in de geschiedenis dat de prestigieuze juryprijs in handen van Veronica valt.
Lijst van radiozenders in Nederland